# Ida Bjørndalen Karlsson
Ida Bjørndalen Karlsson, född 6 maj 1983 i Sarpsborg i Norge, är en före detta norsk handbollsspelare, högernia.

## Karriär

### Klubblagsspel
Bjørndalen började med handboll i Spydeberg men anslöt i flickåldern till Skiptvet. Säsongen 2000–2001 började hon spela för division 2-klubben HK Trøgstad 97 som blev uppflyttad i division 1 2001. Trots uppflyttningen lämnade många spelare föreningen och Ida Bjørndalen blev klubbens stöttespelare. Säsongen 2001–2002 stod hon för 100 mål på 24 matcher men trots det blev Trøgstad nedflyttade. Då skrev Bjørndalen kontrakt med ligaklubben Sola HK. Elitkarriären började i Sola HK år 2002 då hon var 17 år gammal. På grund av en svår knäskada spelade hon bara 5 matcher i Sola första säsongen. Först säsongen 2003–2004 var hon åter i Solas uppställning, Efter tre år i Sola HK började hon spela för den norska dominerande klubben Larvik HK. Hon blev där i två säsonger och vann norska mästerskapet 2005,2006 och 2007. År 2007 när hon lämnade Larvik, som hade ekonomiska problem och måste minska truppen, spelade hon 5 ligamatcher och 2007 blev hon norsk seriemästarinna, samma säsong som hon vann  danska ligan med sin nya klubb Viborg HK som hon anslöt till i oktober 2007.
Proffskarriären i Danmark började alltså med succé. Viborg var då Danmarks bästa klubb. Där blev hon dansk mästare också 2008 och 2009 och var med och vann Champions League med Viborg 2009. År 2009 bytte hon klubb till KIF Vejen där hon spelade i fem år med bara en stor merit. Klubbytet orsakades av att Lukas Karlsson också bytte klubb till KIF Kolding. År 2010 spelade hon finalen i EHF:s Cupvinnarcup. KIF Vejen fick nöja sig med silvermedaljen. År 2014 gick KIF Vejen i konkurs och Bjørndalen bytte 2014 klubb till Team Esbjerg. Hon födde barn 2015, och vann sedan danska mästerskapet 2016 och sedan danska cupen 2017. Hon hade först tänkt sluta 2017 men spelade också 2017–2018. Bjørndalen övertog år 2018 tränarsysslan för Team Esbjergs andralag.

### Landslagsspel
Bjørndalen debuterade i norska A-landslaget den 21 mars 2004 mot Spanien. Till mästerskapsdebuten 2012 hade hon spelat 9 landskamper. Hon spelade bara totalt 35 landskamper och stod för 40 mål i norska landslaget. Hon var med i två EM-turneringar. 2012 vann hon ett silver och 2014 var hon med i norska guldlaget i EM. Det är hennes främsta merit jämte titeln i Champions League.

### Privatliv
Ida Bjørndalen är gift med svenske handbollsspelaren Lukas Karlsson sedan 2012 och de har tre barn, ett fött 2015 och tvillingar födda 2019.